# Décimo quinto problema de Hilbert
O décimo quinto problema de Hilbert é um dos 23 problemas de Hilbert colocados em uma famosa lista concluída em 1900 por David Hilbert. O problema é colocar o cálculo enumerativo de Schubert sobre fundamentos rigorosos.

## Introdução
Dividindo a questão, como agora ela seria conhecida, em cálculo de Schubert e geometria enumerativa, o primeiro é fundamentado nas bases da topologia de Grassmanianos, e da teoria da interseção. Este último tem o status de menos claro, se comparado com a posição de 1900.
Enquanto geometria enumerativa não tinha feito nenhuma conexão com a física durante o primeiro século do seu desenvolvimento, desde então tem emergido como um elemento central da teoria das cordas.

## Descrição do problema
A totalidade da descrição do problema original é da seguinte forma:

O problema consiste nisso: Para estabelecer rigorosamente e com determinação exata os limites das validades dos números geométricos que Schubert tinha determinado com base no chamado principio da posição especial, ou conservação do número, por meio do cálculo enumerativo desenvolvido por ele.

Apesar da álgebra de hoje garantir, a principio, a possibilidade de executar o processo de eliminação, ainda que seja necessário uma prova para o teorema da geometria enumerativa, ou seja, a execução do processo de eliminação em casos de equações de forma especial de tal forma que o grau das equações finais e a multiplicidade de suas soluções sejam previstas.

## Cálculo de Schubert
O cálculo de Schubert é um ramo da geometria algébrica introduzido no século XIX por Hermann Schubert, com o objetivo de  resolver vários problemas de contagem de geometria projetiva (parte da geometria enumerativa). Foi um precursor de várias teorias mais modernas, por exemplo, classes características, e em especial os seus aspectos algorítmicos ainda são de interesse atualmente.
O objeto introduzido por Schubert são as células de Scubert, as quais são conjuntos localmente fechados em um Grassmaniano definido por condições de incidência de um subespaço linear em um espaço projetivo com um dado indicador. Para mais detalhes veja variedade de Schubert.